# Список умерших в 1352 году

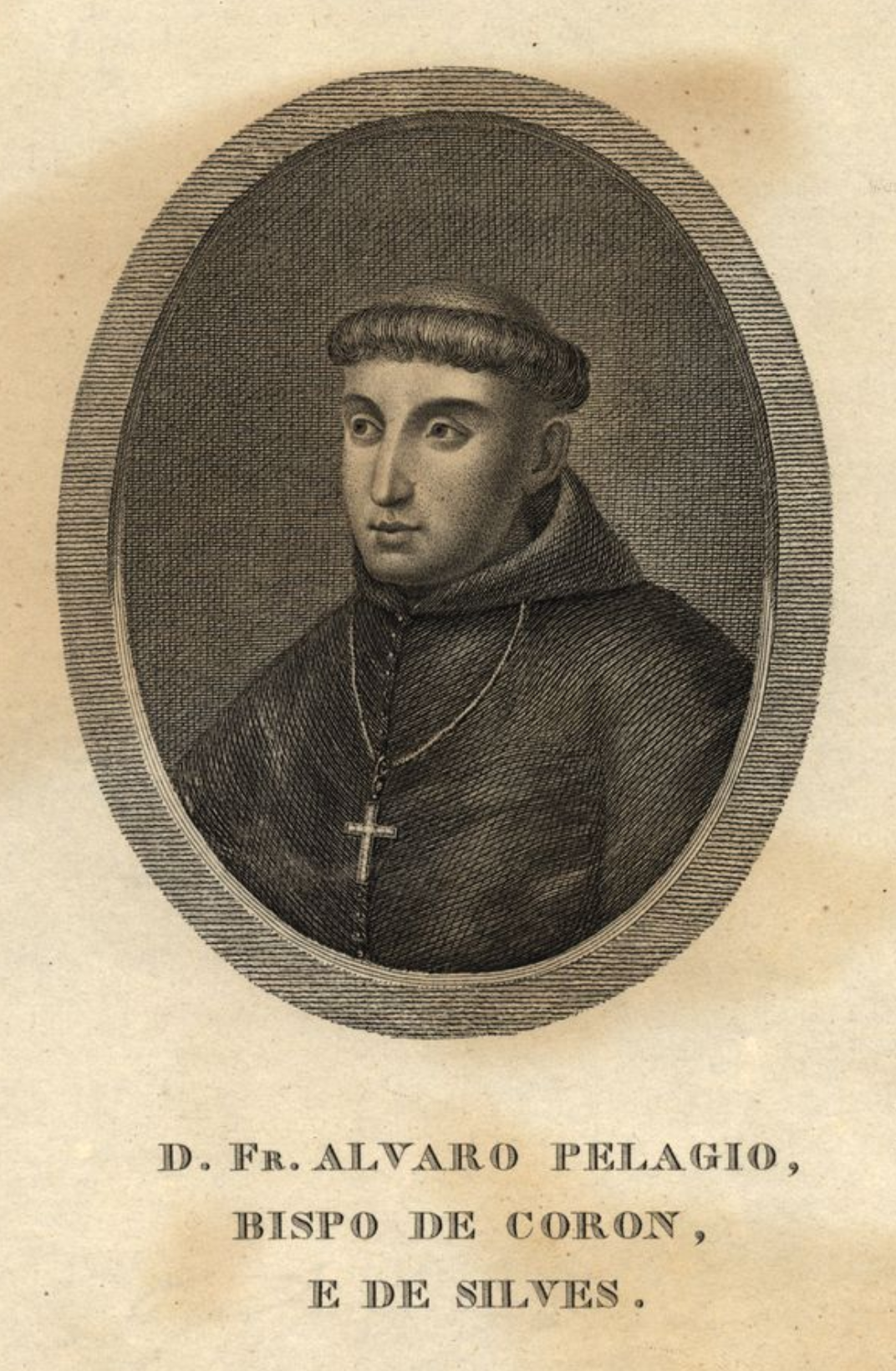
Альварус Палагий

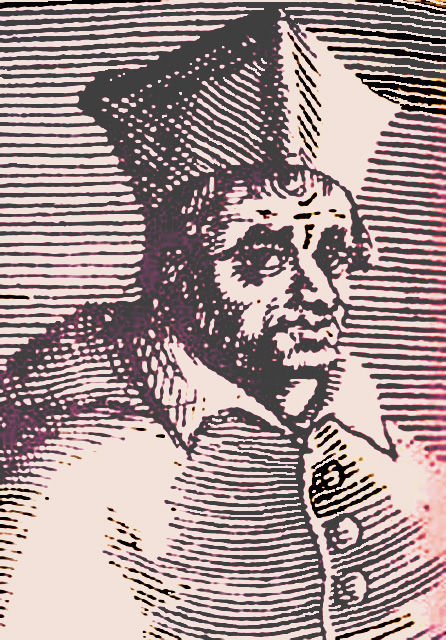
Бертран дю Пуже

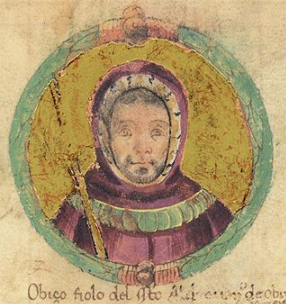
Обиццо III д’Эсте

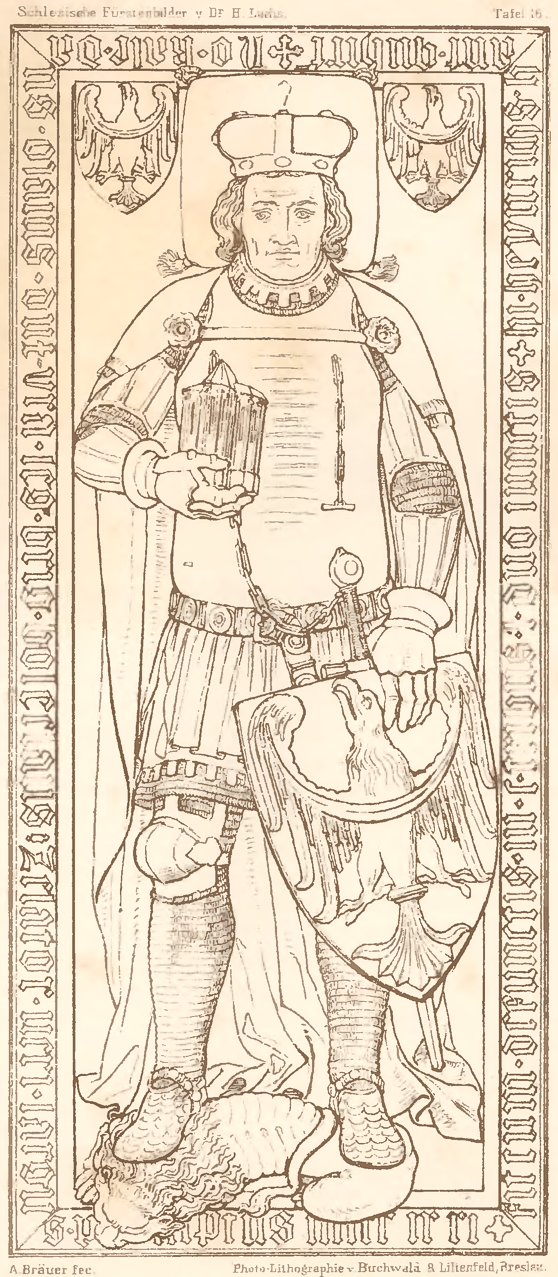
Болеслав III Расточитель

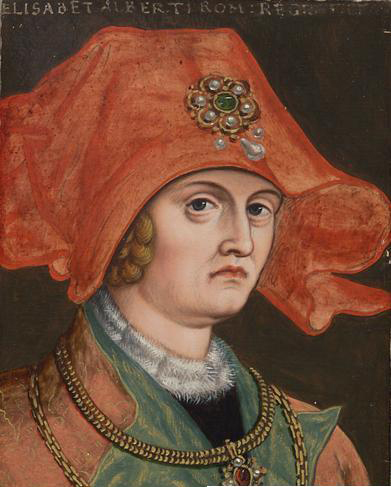
Елизавета Австрийская

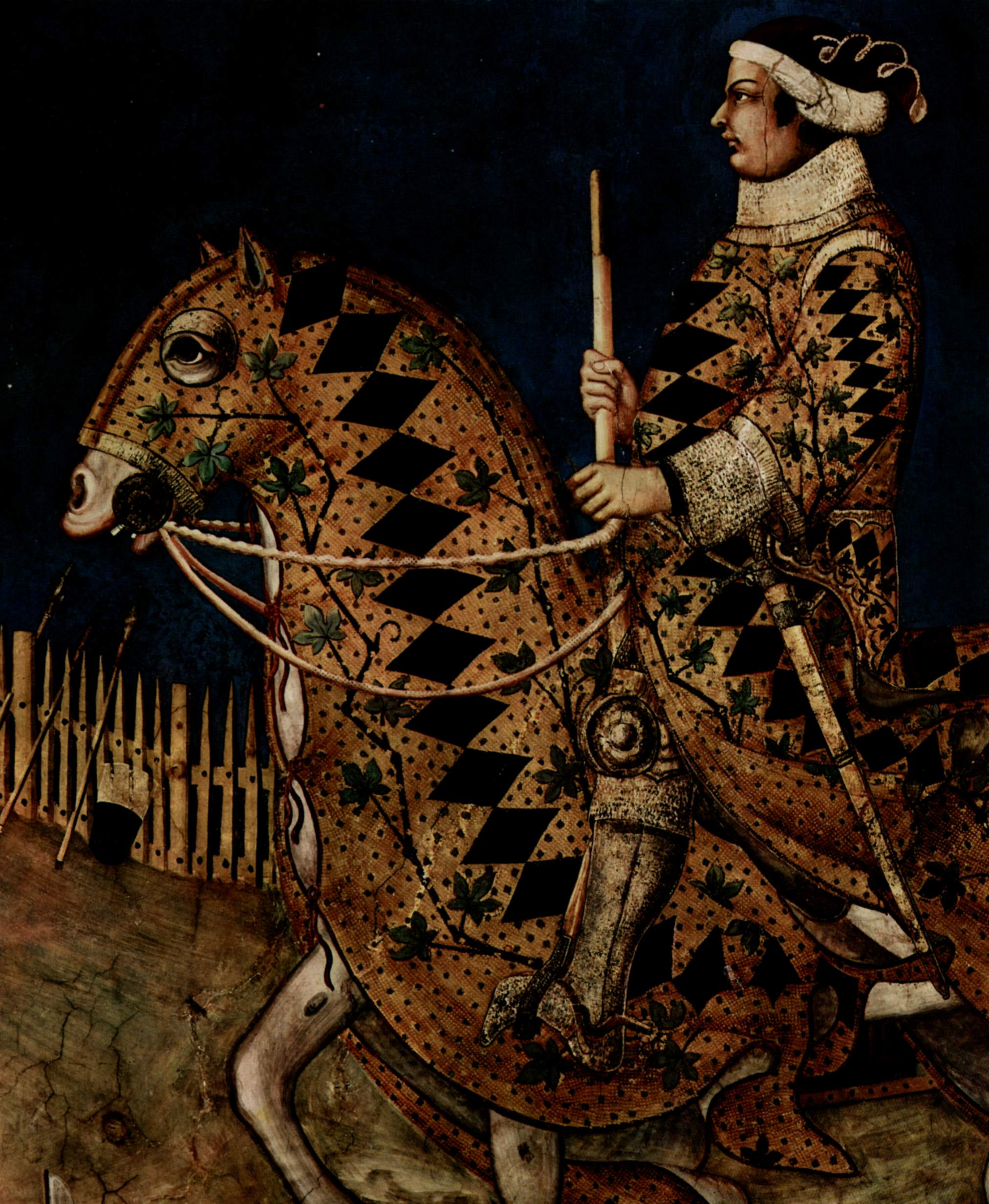
Гвидориччио из Фольяно

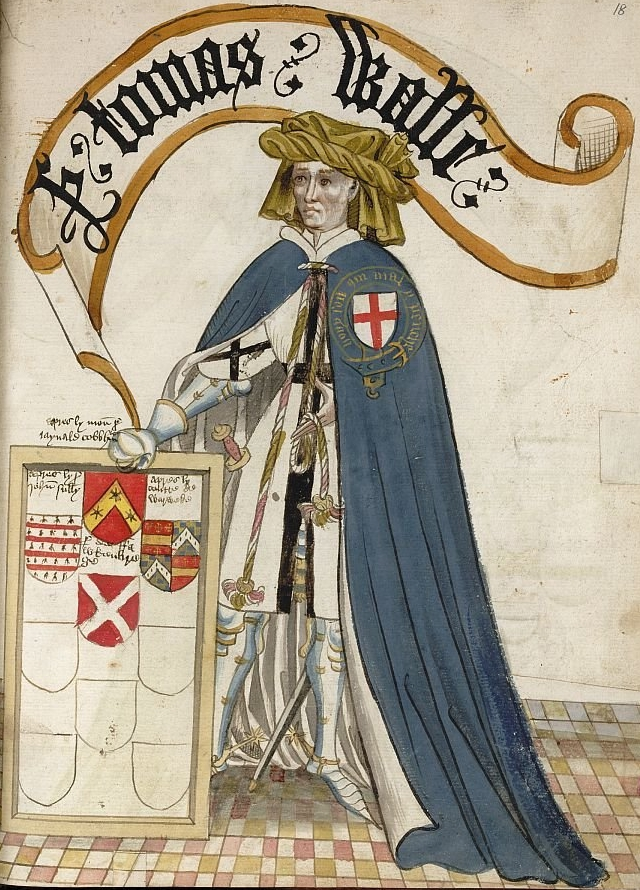
Томас Уэйл

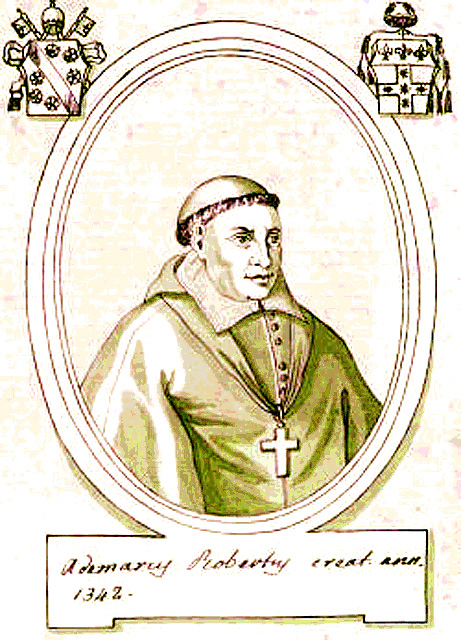
Адемар Роберт

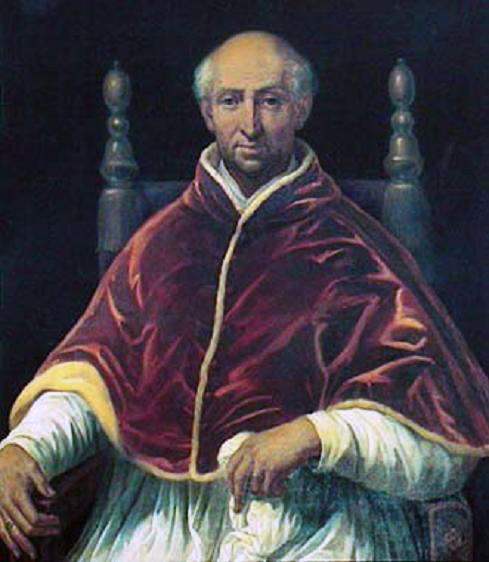
Климент VI

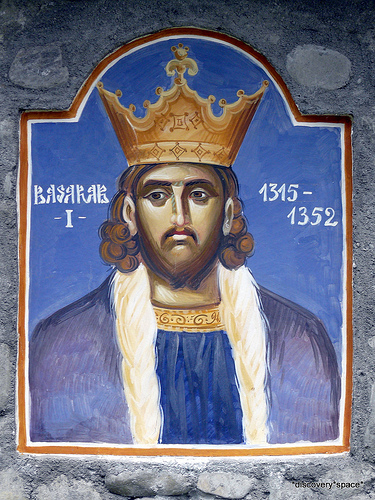
Басараб I Основатель

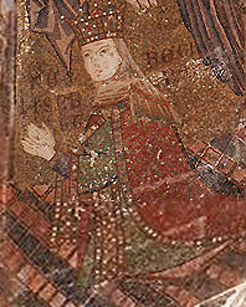
Елизавета Каринтийская

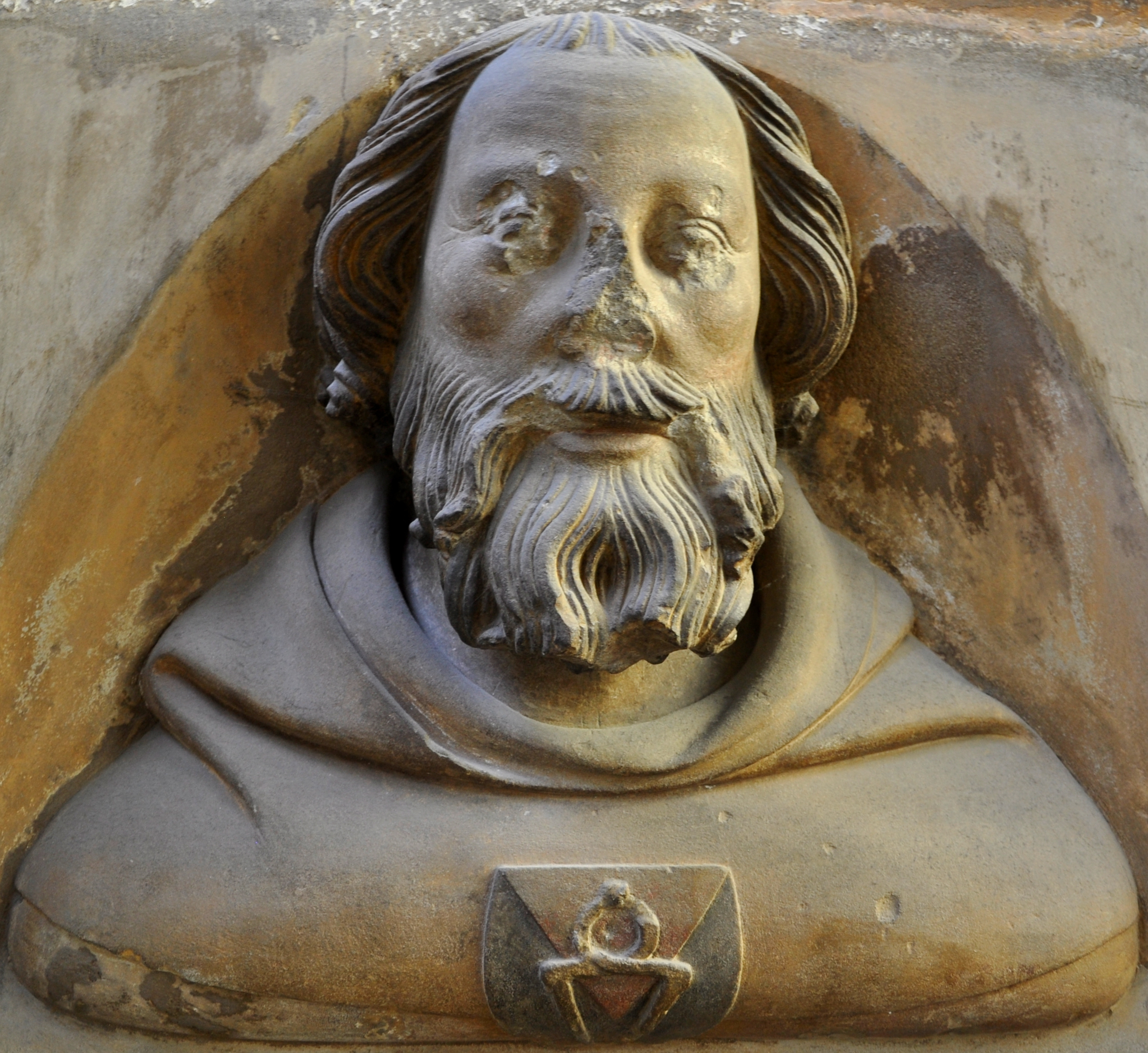
Матьё Аррасский

В этой статье представлен список известных людей, умерших в 1352 году.
См. также: Категория:Умершие в 1352 году

## Январь
- 25 января — Альварус Палагий[англ.] — галисийский каноник
- Элис Норфолкская — младшая дочь Томаса Бразертона, старшего сына короля Эдуарда I от его второй жены Маргариты Французской, баронесса-консорт Монтегю (1338—1352), жена Эдварда Монтегю, первого графа Монтегю

## Февраль
- 3 февраля — Бертран дю Пуже — французский кардинал-священник Сан-Марчелло-аль-Корсо (1317—1327), кардинал-епископ Остии и Веллетри (1327—1352), папский легат и дипломат
- 23 февраля — Тарабья II[англ.] — царь Сикайна (1349—1352)
- 26 февраля — Ге́нри де Пе́рси — английский аристократ, землевладелец и военачальник, 2-й барон Перси из Алника (1314—1352), один из командующих английской армией в битве при Невиллс-Кроссе (1346)

## Март
- 11 марта — Уильям ла Зуш — первый барон Зуш (1306—1352).
- 13 марта — Асикага Тадаёси[англ.] — японский генерал периода Намбокутё, брат Асикага Такаудзи; вероятно отравлен братом в монастыре
- 20 марта — Обиццо III д’Эсте (57) — итальянский кондотьер, сеньор Феррары (1317—1352), сеньор Модены (1336—1352), сеньор Пармы (1344—1346).
- 23 марта — Чхунджон, 30-й государь (ван) Корё (1349—1351).
- Спинетта Маласпина — итальянский лидер из рода Маласпина, родоначальник маркизов Фосдиново, чьей резиденцией стал замок Фосдиново

## Апрель
- 13 апреля — Апецко из Зомбковице[пол.] — епископ Лебуса (1345—1352)
- 21 апреля — Болеслав III Расточитель (60) — князь легницкий (1296—1311 — с братьями)(1312—1242 — единолично), князь вроцлавский (1296—1311), князь бжегский (1311—1352), князь Опавский (1308—1311), с 1329 г. вассал короля Чехии.

## Май
- 4 мая — Хамо Хете[англ.] — епископ Рочестера (1317—1352)
- 19 мая — Елизавета Австрийская — дочь герцога Австрии и императора Священной Римской империи Альбрехта I, герцогиня-консорт Лотарингии (1312—1329), жена герцога Ферри IV, регент Лотарингии (1329—1331)
- 25 мая — Жан де Несле-Оффемон[фр.] — французский аристократ и советник Филиппа VI де Валуа, президент счётной палаты.

## Июнь
- 16 июня — Гвидориччио из Фольяно[итал.] — итальянский кондотьер, имперский викарий Реджо-Эмилии, подеста Падуи и Вероны, командующий войсками Сиены.
- 25 июня — Абу Сайед Утман II — последний соправитель Тлемсена из династии Абдальвадидов (1348—1352); казнён по приказу султана маринидов Абу Инан Фариса.

## Июль
- 3 июля — Василий — архиепископ Новгородский и Псковский (1330—1352), святой Русской православной церкви; умер от чумы.
- 19 июля — Уильям Зуш[англ.] — лорд-хранитель Малой печати Англии (1335—1337), лорд-казначей (1337—1338, 1338—1340), архиепископ Йоркский (1342—1352)
- Теодор Пайллес Доранитес[англ.] — трапезундский военный и мятежный лидер периода Трапезундской гражданской войны; казнён

## Август
- 14 августа:
  - Ален VII де Роган — виконт де Роган (1326—1352); погиб в битве при Мороне, сражаясь на стороне Карла Блуасского;
  - Ги II де Нель — французский военачальник, маршал Франции (с 1345), соучредитель ордена Звезды, погиб в битве при Мороне.
- 15 августа — Хосокава Акиудзи[англ.] — японский генерал Северного Двора
- 19 августа — Отто III — герцог Брауншвейг-Люнебурга, князь Люнебурга (1330—1352), соправитель Вильгельма II
- 29 августа — Нуньо Диас деХаро[исп.] — сеньор Бискайи (1350—1352)

## Сентябрь
- 8 сентября — Владислав Бытомский — князь Козле (1303—1334), Князь Бытомский (1316—1352), князь Тошека (1329—1352), князь Севежа (1328—1337)
- 13 сентября — Альберто II делла Скала — подеста Вероны из династии Скалигеров (1329—1352).
- 15 сентября — Эвостатевос[англ.] — православный религиозный лидер Эфиопии, святой Эфиопской православной церкви

## Октябрь
- 15 октября — Жиль Ле Мюизи — французский хронист и поэт
- 26 октября — Томас Уэйл[англ.] — английский дворянин и солдат, соучредитель ордена Подвязки

## Ноябрь
- 2 ноября — Ильдебрандино Конти[итал.] — епископ Падуи (1319—1352)
- 11 ноября — Агнес фон Виттельсбах[нем.] (7 или 17) — дочь императора Священной Римской империи Людовика IV; умерла в монастыре

## Декабрь
- 1 декабря — Адемар Роберт[фр.] — французский кардинал-священник de Sainte-Anastasie (1342—1352)
- 3 декабря:
  - Джон Киркби[англ.] — епископ Карлайла (1332—1352);
  - Уильям де Рос — 3-й барон де Рос (1342—1352).
- 6 декабря — Климент VI — папа римский (1342—1352), епископ Арраса (1328—1329), канцлер Франции (1335), архиепископ Санса (1329—1330), архиепископ Руана (1329—1342)
- 21 декабря — Фридрих I фон Гогенлоэ[нем.] — князь-епископ Бамберга (1344—1352)
- 26 декабря — Джон Плантагенет (22) — 3-й граф Кент и 3-й барон Вудсток (1331—1352), 4-й барон Уэйк из Лидделла (1349—1352).

## Дата неизвестна или требует уточнения
- Абу Табид I — последний соправитель Тлемсена из династии Абдальвадидов (1348—1352); казнён
- Ален ле Галль[фр.] — епископ Корнуая (1335—1352)
- Аль-Хаким II[англ.] — аббасидский халиф в Каире (1341—1352)
- Анджело из Орвието[итал.] — итальянский архитектор, создатель ратуши Читта-ди-Кастелло
- Басараб I Основатель или Великий — воевода (князь) Мунтении (с 1310/1319), Олтении и первый господарь всей Валахии (1330—1352), основатель династии Басарабов В Валахии.
- Гильом де Лодён[фр.] — архиепископ Вьена (1321—1327), архиепископ Тулузы (1327—1345)
- Джалал аль-Дин Махмуд[англ.] — михрабанидский малик Систана (1350—1352); убит
- Джованна ди Свевиа[итал.] — жена подесты Вероны Кан Гранде I делла Скала (1308—1329)
- Джон Крэбб[англ.] — фламандский торговец, пират и солдат, участник Столетней войны на стороне Англии
- Дмитрий I Романович — князь Брянский (после 1314—1333, 1340—1350); умер от чумы. Дата смерти предположительна
- Елизавета Каринтийская — королева-консорт Сицилии (1322/1337—1342), регент королевства (1342—1352)
- Иоганн III Верльский[англ.] — правитель Верле-Гольдберга (1316—1350)
- Коноэ Цунетада[англ.] — японский дворянин, удайдзин (1324—1330, 1334)), садайдзин (1335—1336, 1336—1337, 1337—1341), кампаку (1330, 1336—1337)
- Лоуренс Минот[англ.] — английский поэт.
- Матьё Аррасский — фламандский архитектор, строитель, каменотес, который спроектировал собор Святого Вита в Праге
- Педро Понсе де Леон Старший — каталонский дворянин, приближённый кастильских королей
- Роже де Анже[фр.] — сеньор д’Авенкур, маршал Франции (1352)
- Рудольф II — маркграф Хахберг-Заузенберга (1318—1352)
- Станислава из Богория[англ.] — дочь краковского воеводы Петра Богория, жена Спицимира Леливиты, мать Яна из Мельштына и Рафала из Тарнова
- Фудзивара но Кинси[англ.] — императрица-консорт Японии (1303—1308), жена Императора Го-Нидзё, с 1311 года - монахиня
- Хаджу Кермани — персидский поэт и суфийский мистик из Персии.
- Хассо фон Ведель-Шифельбайн, войт-бейливик и судебный пристав Ноймарка.
- Шемседдин-бей[англ.] — бей Карамана (1350—1352); отравлен
- Шиву[англ.] — китайский поэт.
- Эдуард II — граф Бара (1344—1352).
- Эретна-бей, основатель династии Эретнаогуллары, которая в 1335—1381 годах правила анатолийским бейликом (эмиратом), носившим название бейлик Эретнаогуллары или бейлик Эретна.
- Эстеван да Гуарда[порт.] — португальский или арагонский трубадур